# Johannes Rau
Johannes Rau (phát âm tiếng Đức: [joˈhanəs ˈʁaʊ]; 16 tháng 1 năm 1931 – 27 tháng 1 năm 2006) là chính trị gia người Đức của SPD. Ông là Tổng thống Đức từ 1 tháng 7 năm 1999 cho đến 30 tháng 6 năm 2004, Thủ hiến Nordrhein-Westfalen từ 20 tháng 9 năm 1978 đến 9 tháng 6 năm 1998 và Chủ tịch Thượng viện Đức từ 1982-83.